# 訴諸頑固
訴諸頑固（英語：appeal to the stone；拉丁語：argumentum ad lapidem），是一種非形式謬誤，是重複聲明某個主張不合理，卻不提出理據。

## 示例
- 甲：傳染病是由微生物引起的。
- 乙：這一點都沒道理！
- 甲：為什麼？
- 乙：這太離譜了啊！

## 相關概念
- 訴諸斷言：訴諸頑固相當於反覆斷言某觀點不合理，故屬訴諸斷言。
- 訴諸荒謬：訴諸荒謬是宣稱某個觀點可笑，是訴諸情感；訴諸頑固是堅持某個觀點不合理，是訴諸斷言。

## 外部連結
- （英文）"Definitions of Fallacies"（页面存档备份，存于）, Dianah Mertz Hsieh, 20 August 1995.
- （英文）Logical Fallacy of Argumentum Ad Lapidem（页面存档备份，存于）